# Jacob de Neuschotz
Jacob de Neuschotz (alternativ cunoscut și sub numele de Jacob Neuschotz, Iacob de Neuschotz, Jacob von Neuschotz, Jacques de Neuschotz etc., n. 1817, Herța, Moldova – d. 28 august 1888, Iași, România), a fost un om de afaceri și bancher filantrop de origine evreiască, pionier al domeniului asigurărilor în Moldova.

## Viața și afacerile
S-a născut în împrejurimile orașului Herța, fiind fiul Wolf și Rosa Neuschotz. Wolf Neuschotz era un fermier evreu ce deținea terenuri agricole și păduri extinse, pe care le-a pierdut în timpul unui proces foarte lung și complex. Tatăl, deprimat de pierderea proprietății s-a îmbolnăvit și a decedat curând, lăsând în urmă doi copii. Rosa Neuschotz s-a stabilit apoi la Iași, unde Jacob s-a căsătorit și a început afacerile alături de soția sa Fanny. După aproximativ zece ani, Jacob deținea un magazin pe Ulița Mare, dar afacerea sa a fost lovită de criza economică și întreaga avere a fost pierdută. A început să lucreze drept contabil pentru un mare comerciant și și-a reclădit treptat averea, după care a intrat în domeniul bancar.
Afacerile lui Neuschutz s-au dezvoltat atât de mult încât, în 1849, a acordat un împrumut de 6.000 de monede de aur domnitorului Mihail Sturza, fapt care i-a adus o reputație deosebit de bună. Banca Neuschotz, situată pe strada Golia, a fost una dintre favoritele locuitorilor Moldovei, oferind o dobândă de 7,5% pe an. În acest fel, economiile acestora au fost utilizate pentru finanțarea construcției noii căi ferate.
Neuschotz a fost acționar majoritar la marile companii de asigurări din acele timpuri și a fost printre membrii consiliului de administrație al României.
Jacob Neuschotz și soția sa, Fanny, au avut patru copii. La un an de la moartea soției sale, Jacob s-a recăsătorit cu cea de-a doua soție, Adelaide de Jolles din Dresda.

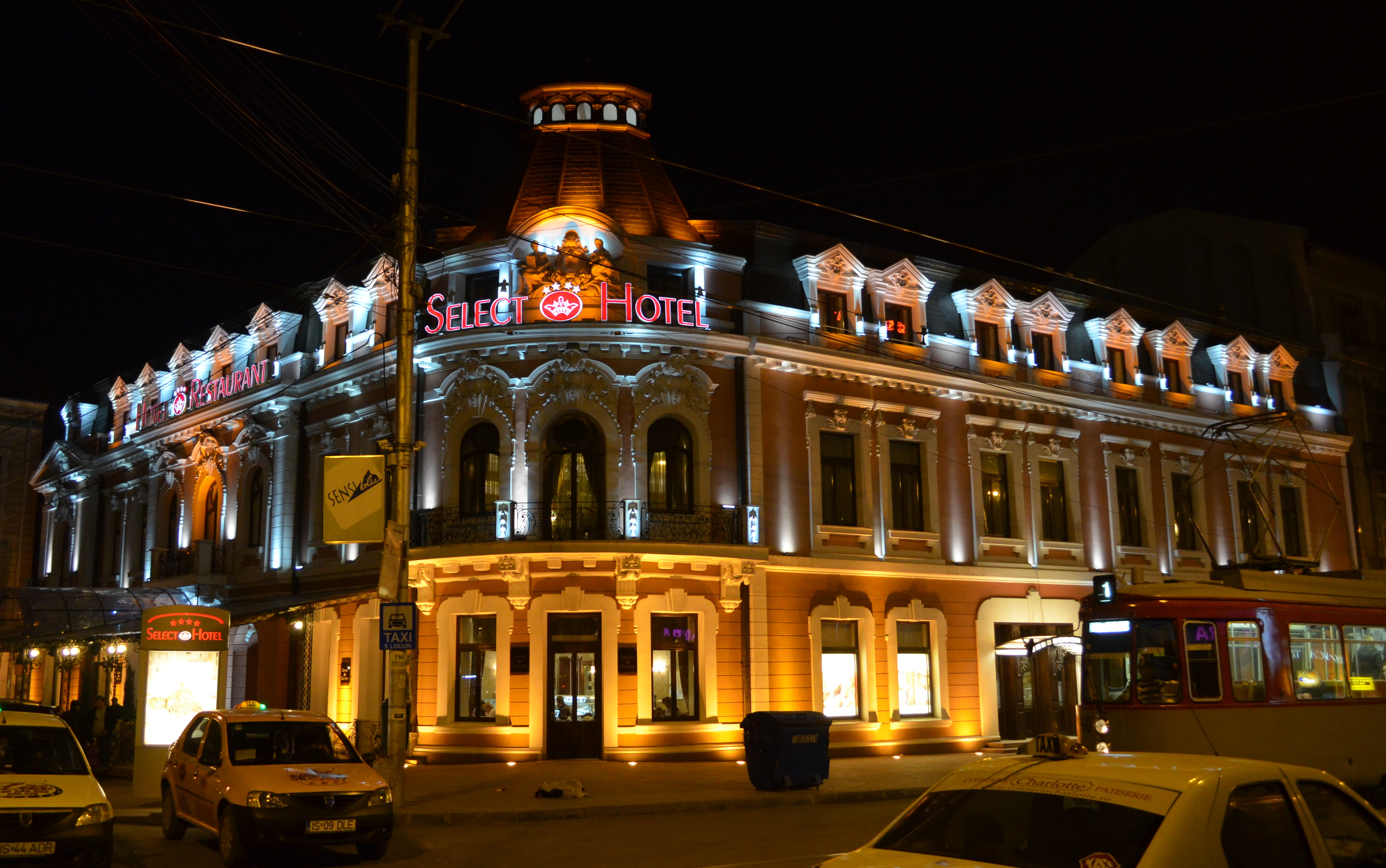
Palatul Neuschotz (astăzi Hotel „Select”), Str. Cuza Vodă nr. 2 / Piața 14 Decembrie 1989, Iași

## Activitatea de filantrop
Este ctitor al Palatului Neuschotz (monument cod IS-II-m-B-03838) din Iași și al Templului Neuschotz situat în curtea celui dintâi (până la demolarea sa). A fondat, întreținut și sponsorizat „Orfaneum Iacob și Fanny Neuschotz”; parte din orfanii crescuți și educați aici au fost trimiși la studii înalte, inclusiv în străinătate. În timpul epidemiei de holeră din 1866 a întreținut un așezământ de îngrijire, casă a aproximativ 5000 de oameni. La fel, pe timpul foametei care a atins Moldova în anul ce a urmat, a cumpărat porumb de 1000 de galbeni pentru ajutorarea oamenilor de pe moșia sa din Șerbești (județul Tecuci). A contribuit la emanciparea culturală și morală a evreilor moldoveni (dar nu numai), ajutând un număr important de studenți să urmeze studii în vestul Europei. 
De asemenea, a onorat cu numele său diverse societăți de binefacere. un premiu al Academiei Române a fost constituit din veniturile realizate de pe urma donației filantropului ieșean.
A primit diverse titluri din partea conducătorilor vremii. Cu toate acestea, nu a primit niciodată cetățenie română din partea Parlamentului, în ciuda faptului că a fost născut pe teritoriul țării, pe care a slujit-o de-a lungul întregii vieți.